# جاي بيل
جاي بيل (بالإنجليزية: Jay Bell)‏ (24 نوفمبر 1989 بليفربول في المملكة المتحدة - ) هو لاعب كرة قدم بريطاني في مركز الدفاع. لعب مع نادي أكرينغتون ستانلي ونادي بالا تاون ونادي مارين ‏ ونادي بارسكو وPrescot Cables F.C. ‏.

## وصلات خارجية
- جاي بيل على موقع Soccerbase.com (لاعب) (الإنجليزية)